# Pantomallus piruatinga
Pantomallus piruatinga är en skalbaggsart som beskrevs av Martins 1997. Pantomallus piruatinga ingår i släktet Pantomallus och familjen långhorningar. Inga underarter finns listade i Catalogue of Life.